# 砥上ヶ原
砥上ヶ原（とがみがはら）は、神奈川県藤沢市南部の荒野を指す古地名である。鎌倉時代よりいくつかの和歌に詠まれ、幕末には歌舞伎の科白に出てくることから知られるようになった。砥上が原、とがみが原あるいは砥上原とも表記される。

## 位置と範囲
砥上ヶ原の範囲については諸説がある。相模国高座郡南部の「湘南砂丘地帯」と呼ばれる海岸平野を指し、東境は鎌倉郡との郡境をなしていた境川（往古は固瀬川、現在も下流部を片瀬川と呼ぶ）であることは共通する。西境については、相模川までとするものと引地川までとする2説が代表的である。前者は連歌師、谷宗牧が天文13年（1544年）著した『東国紀行』に「相模川の舟渡し行けば大いなる原あり、砥上が原とぞ」とあるのが根拠とされる。一方、後者は引地川以西の原を指す古地名に八松ヶ原（やつまつがはら）あるいは八的ヶ原があり、しばしば砥上ヶ原と八松ヶ原が併記されていることによる。後者の説を採るならば、砥上ヶ原の範囲は往古の鵠沼村、現在の藤沢市鵠沼地区の範囲とほぼ一致する。

## 地理的環境
縄文時代には縄文海進によって浅い海底だった。縄文末期から次第に陸化が進み、海砂が堆積して海岸平野が形成されていった。北部からは弥生時代以降の遺物が出土する。奈良時代には土甘郷が形成され、神社も祀られるようになった。平安時代末期には北西部に大庭御厨が拓かれたが、大部分は砂丘列の見られる広大な寂しい砂原が拡がっていた。鎌倉時代には幕府に往来する旅人も増えた。砥上ヶ原の寂しさは歌人の心を捉え、いくつかの歌が生まれた。砂原には植生は乏しかったが、クズが目立っていたと思われる。この時代までは境川や引地川は自由蛇行を繰り返し、多くの三日月湖や沼沢地が見られハクチョウ（古名を「クグヒ」といい、鵠の字があてられた。鵠沼の語源とされる）やシギなどの水鳥の楽園になっていたに違いない。江戸時代になっても、南東部は無人地帯だった。享保13年（1728年）、幕府鉄炮方・井上左太夫貞高が享保の改革の一環として湘南砂丘地帯に相州炮術調練場（鉄炮場）を設置したからである。鵠沼村には角打（近距離射撃）打小屋が置かれた。南東部の開発は1887年（明治20年）の鉄道開通がきっかけである。

## 地名
奈良時代の天平7年（735年）、相模国司が「相模国封戸租交易帳」を作成し、中央政府に報告した中に鵠沼付近を表す土甘郷が見られる。この「土甘」は「つちあま」とも「となみ」あるいは「とかみ」とも読む説があるが、「とかみ」ならば、これが砥上ヶ原の語源ということができる。
鵠沼地区東部の住居表示は鵠沼石上だが、ここは古くは砥上とも書かれ、境川の渡し場として発展してきた。弘安8年（1285年）の記録には「石上郷、鎌倉の法華堂領となる」とあり、鎌倉時代には石上の表記も見られたが、皇国地誌によれば天正年間には砥上渡しが石上渡しと呼ばれるようになるとあり、中世までは砥上が一般的だった。1873年（明治6年）施行の区・番組制では「砥上（いしがみ）」の小字が復活したが、1902年（明治35年）開通の江之島電氣鐵道は石上停車場（現在の石上駅とは位置が違う）を設置した。1982年（昭和57年）に制定された住居表示により鵠沼石上とされ、小字砥上は使われなくなったが、1978年（昭和53年）開園の砥上公園の名に残っている。

## 砥上ヶ原と文化

### 中世
鎌倉時代になると、幕府のある鎌倉の上方（かみがた）側にある砥上ヶ原を通過する旅人や、鎌倉から遊山にくる武将なども増えた。
- 源平盛衰記 寿永元年（1182年）佐々木高綱が木曾義仲追討の軍陣に加わり上洛の際に砥上原を過ぎる。
  - さては駿河国浮島原の辺にては追付なんと思ひて、十七騎にて打て殿原々々とて、稲村、腰越、片瀬川、砥上原、八松原馳過て、相模河を打渡、大磯、小磯、逆和宿、湯本、足柄越過て、引懸々々打程に、其日は二日路を一日路に著、河宿に著にけり。
- 平家物語文治元年（ 1185年）平重衡の東下りのなかに砥上が原が見える。
  - 足柄の山もうち越えて、小余凌木の森、鞠子川、小磯、大磯の浦々、やつまと、砥上が原、御輿が崎をもうち過ぎて、急がぬ旅とは思へども、日数やうやう重なれば、鎌倉へこそ入り給へ。
- 西行物語 文治2年（1186年）西行、鎌倉に旅する途中砥上が原を通過、2首を残す。
  - 　芝まとふ葛のしげみに妻こめて砥上ヶ原に牡鹿鳴くな里
上掲の歌は砥上ヶ原を詠い込んであるが、鵠沼には歌碑がない。しかし、茅ヶ崎と辻堂には歌碑がある（上の句に「柴松の」「芝まとふ」と違いがある）。このことが砥上ヶ原の範囲は相模川までとする説を裏打ちする結果となっている。
  - 　こころなき身にもあはれは知られけり鴫立沢の秋の夕暮
鴫立沢の歌には砥上ヶ原は詠われていない。初出の「山家集」からは何処で詠んだ歌か推測できないが、没後に編まれた「西行物語」では、砥上ヶ原の歌を詠んだその夕刻に詠んだことになっている。
- 鴨長明集 建暦元年（1211年）鴨長明が飛鳥井雅経と共に鎌倉に下向し、将軍源実朝と会見する前、次の歌を詠む。
  - 八松の八千代の影におもなれてとがみが原に色も替らし
  - 浦近き砥上ヶ原に駒止めて固瀬の川の潮干をぞ待
- 金槐和歌集 建暦3年（1213年）編。源実朝が砥上ヶ原に遊び、次の歌を詠む。
  - 秋風になに匂ふらむ藤袴、主はふりにし宿と知らずや
- 為相百首 嘉元元年（1303年）頃編。冷泉為相が砥上ヶ原に遊び、次の歌を詠む。
  - 立帰る名残ハ春に結びけん砥上が原の葛の冬枯
- 曽我物語 明応9年（1500年）頃成立。「砥上原こそ、よき原なれ」と記す。
- 東国紀行 天文13年（1544年）編。谷宗牧が砥上ヶ原を東に向かい、次の歌を詠む。
  - おる人や砥上ヶ原の八幡山　神のもるてふ花のさかりは
この歌は茅ヶ崎市の鶴嶺八幡で詠まれたもので、相模川までを砥上ヶ原とする根拠とされる。

### 近世
文久2年（1862年）初演の河竹黙阿弥による歌舞伎白浪物の名作青砥稿花紅彩画（あおとぞうし はなの にしきえ）の白浪五人男の一人、赤星十三郎の科白に次の下りがある。
- 砥上ヶ原に身の錆を研ぎ直しても、抜きかねる…
これは砥上ヶ原の「砥」の字に「錆を研ぎ」を掛けただけの語呂合わせで、地名には特段の意味がないが、幕末の江戸庶民に砥上ヶ原の地名を知らせるきっかけにはなった。

### 近代
国文学が体系的に研究されるようになると、歌枕が学問的な論争の元となり、庶民の話題になることにもなった。砥上ヶ原の範囲や鴫立沢の場所なども一例である。
- 明治大正期、鵠沼で活躍した小説家内藤千代子は、友人に「あ、西行てばねエ兄様、大磯に鴫立つ庵と云ふのが御座いますわねけれどほんとの鴫立つ澤は、この鵠沼のあたりだつたんですつて、岐度あの片瀬川の辺でヾもあつたのよ。昔はこゝらは大きな沼でね、その時分鵠の鳥つて鶴に似た大きな鳥が澤山おりてね、それで鵠沼といふんですとさ、現に池袋なんてとこがありますと。あら、松岡さんに聞いたのよ、事實さう言はれると大磯よりか此方の方が本場らしいわ。こんなに茫々したーねェ何百年か以前はきつとそんな沼だつたんでせうね。」と語っている。
※池袋は川袋の勘違いと思われる。
- 大正末から昭和初期、鵠沼に住んだ杉敏介は、筋向かいに住む教え子の高瀬弥一と交流し、高瀬家の下の沼沢地にシギが降り立つことを聞いて次の歌を詠んだ。
  - 砥上原いまも鴫立つ澤をおきて　いづくに古き跡をたづねむ

### 現代
- 1952年（昭和27年）、創立80周年記念に制定された藤沢市立鵠沼小学校の校歌（作詞：高橋掬太郎・作曲：江口夜詩)には、次の一節が詠い込まれている。
  - 小鳥が歌う　海がなる　砥上原の　春よ秋　歴史は古く　誇り持つ…